# Coenotephria gentianata
Coenotephria gentianata är en fjärilsart som beskrevs av Miller 1873. Coenotephria gentianata ingår i släktet Coenotephria och familjen mätare. Inga underarter finns listade i Catalogue of Life.